# Parlament von Vanuatu
Das Parlament von Vanuatu ist das Parlament im Einkammersystem von Vanuatu.
In das Parlament werden in 17 Mehrpersonenwahlkreisen 52 Abgeordnete für jeweils vier Jahre direkt gewählt. Es befindet sich in der Hauptstadt Port Vila.

## Sitzverteilung
| Sitzverteilung im Parlament von Vanuatu nach den Wahlen vom 30. Oktober 2012 |       |                                    |       |
| Opposition                                                                   | Sitze | Regierung                          | Sitze |
| Union of Moderate Parties (UMP)                                              | 5     | Vanua’aku Pati (VP)                | 8     |
| Iauko Group (IG)                                                             | 3     | People’s Progress Party (PPP)      | 6     |
| Green Confederation (GC)                                                     | 3     | National Unity Party (NUP)         | 4     |
| Nagriamel (NAG)                                                              | 3     | Land and Justice Party (GJP)       | 4     |
| Vanuatu Republican Party (VRP)                                               | 1     | RMC                                | 3     |
| Vanuatu National Party (VNP)                                                 | 1     | Natatok (NAT)                      | 2     |
| Vanuatu Progressive Development Party (VPDP)                                 | 1     | Melanesian Progressive Party (MPP) | 2     |
| Vanuatu Liberal Democratic Party (VLDP)                                      | 1     | Peoples Service Party (PSP)        | 1     |
| Unabhängige                                                                  | 3     |                                    |       |
| Summe                                                                        | 22    | Summe                              | 30    |
| Quelle: IPU                                                                  |       |                                    |       |

## Mitglieder
Die Liste führt die Mitglieder des 10. Parlaments der Republik Vanuatu auf. Ihm gehören ausschließlich Männer an.
| Name                                                                          | Funktion                                                                               | Partei     | Wahlkreis           |
| ----------------------------------------------------------------------------- | -------------------------------------------------------------------------------------- | ---------- | ------------------- |
| Hon. Philip Boedoro                                                           | Sprecher des Parlaments                                                                | VP         | Maéwo               |
| Hon. Dunstan Hilton                                                           | 1. Vizeprecher                                                                         | PPP        | Banks               |
| Hon. Richard Ruan Namel                                                       | 2. Vizesprecher                                                                        | Unabhängig | Tanna               |
| Hon. Morking Steven Iatika                                                    | 3. Vizesprecher                                                                        | NUP        | Tanna               |
| Hon. Havo Molisale                                                            | 4. Vizesprecher                                                                        | Nagriamel  | Malo                |
| Hon. Edward Natapei                                                           | Parlamentssekretär                                                                     | VP         | Port Vila           |
| Hon. Joe Natuman                                                              | Premierminister                                                                        | VP         | Tanna               |
| Hon. Ham Lini                                                                 | Vize-Premierminister und Minister für Tourismus, Währung, Handel und innere Wirtschaft | NUP        | Pentecost           |
| Hon. Meltek Sato Kilman Livtuvanu                                             | Minister für auswärtige Angelegenheiten und Überseehandel                              | PPP        | Malakula            |
| Hon. Stanley Simelum                                                          | Minister der Finanzen                                                                  | VP         | Ambrym              |
| Hon. Charlot Salwai                                                           | Minister für Innere Angelegenheiten                                                    | RMC        | Pentecost           |
| Hon. Alfred Carlot                                                            | Minister für Justiz und Soziales                                                       | Natatok    | Efate Rural         |
| Hon. Bob Loughman                                                             | Minister für Bildung                                                                   | VP         | Tanna               |
| Hon. Esmon Saimon                                                             | Minister für Verkehr und öffentliche Aufgaben                                          | MPP        | Malakula            |
| Hon. David Tosul                                                              | Minister für Landwirtschaft, Wald und Fischerei                                        | GJP        | Pentecost           |
| Hon. George Wells                                                             | Minister der Gesundheit                                                                | PPP        | Luganville          |
| Hon. Don Ken                                                                  | Minister für Jugend und Sport                                                          | PDSP       | Malakula            |
| Hon. James Bule                                                               | Minister für Planung und Bewältigung des Klimawandel’s                                 | NUP        | Ambae               |
| Hon. Ralph Regenvanu                                                          | Minister für staatlichen Besitz                                                        | GJP        | Port Vila           |
| Hon. Willie Jimmy Tapangararua                                                | Minderheitsführer der Opposition                                                       | VLDP       | Port Vila           |
| Hon. Moana Carcasses Kalosil                                                  | Oppositionsführer                                                                      | GC         | Port Vila           |
| Hon. Serge Vohor                                                              | stv. Oppositionsführer                                                                 | UMP        | Santo Rural         |
| Hon. Arnold Prasad                                                            | Abgeordneter                                                                           | GC         | Santo               |
| Hon. John Vacher Amos                                                         | Abgeordneter                                                                           | PPP        | Tongoa              |
| Hon. Daniel Toara                                                             | Abgeordneter                                                                           | GC         | Shepherds           |
| Hon. James Jonas                                                              | Abgeordneter                                                                           | Natatok    | Paama               |
| Hon. Tony Antoine Wright                                                      | Abgeordneter                                                                           | UMP        | Port Vila           |
| Hon. Thomas Laken                                                             | Abgeordneter                                                                           | GC         | Tanna               |
| Hon. Patrick Crowby †                                                         | Abgeordneter                                                                           | UMP        | Port Vila           |
| Hon. John Vacher Amos                                                         | Dritter Sprecher des Parlaments                                                        | PPP        | Tongoa              |
| Hon. Robert Sikol                                                             | Abgeordneter                                                                           | VPDP       | Epi                 |
| Hon. Christopher Emelee                                                       | Abgeordneter                                                                           | VNP        | Banks/Torres        |
| Hon. Issac Hamariliu                                                          | Abgeordneter                                                                           | PPP        | Epi                 |
| Hon. Marcellino Pipite                                                        | Abgeordneter                                                                           | VRP        | Santo               |
| Hon. Bruno Leingkone                                                          | Abgeordneter                                                                           | NUP        | Ambrym              |
| Hon. Jerome Lidvaune                                                          | Abgeordneter                                                                           | UMP        | Malakula            |
| Hon. John Lum                                                                 | Abgeordneter                                                                           | Nagriamel  | Santo               |
| Hon. Alfred Maoh                                                              | Abgeordneter                                                                           | GJP        | Santo               |
| Hon. Richard Mera                                                             | Abgeordneter                                                                           | VP         | Ambae               |
| Hon. Daniel Nalet                                                             | Abgeordneter                                                                           | GJP        | Malakula            |
| Hon. Pascal Yauko                                                             | Abgeordneter                                                                           | IG         | Tanna               |
| Hon. Tesei John Nawai                                                         | Abgeordneter                                                                           | VP         | Tafea Outer Islands |
| Hon. Hosea Nevu                                                               | Abgeordneter                                                                           | IG         | Santo               |
| Hon. Stephen Kalsakau                                                         | Abgeordneter                                                                           | RMC        | Efate Rural         |
| Hon. Tony Ngari                                                               | Abgeordneter                                                                           | IG         | Pentecost           |
| Hon. Simeon Kaltaliu                                                          | Abgeordneter                                                                           | VP         | Malakula            |
| Hon. Samson Samsen                                                            | Abgeordneter                                                                           | Nagriame   | Santo               |
| Hon. Nato Taiwia                                                              | Abgeordneter                                                                           | MPP        | Efate               |
| Hon. Paul Telukluk                                                            | Abgeordneter                                                                           | RMC        | Malakula            |
| Hon. Peter Vuta                                                               | Abgeordneter                                                                           | Unabhängig | Ambae               |
| Hon. Silas Ratan                                                              | Abgeordneter                                                                           | GC         | Tanna               |
| Hon. Gillion William                                                          | Abgeordneter                                                                           | GJP        | Efate               |
| Hon. Kalfau Moli                                                              | Abgeordneter                                                                           | Unabhängig | Luganville          |
| Quelle: Bekanntmachung des Parlaments über die Mitglieder der 10. Versammlung |                                                                                        |            |                     |